# مهر (فارس)
مُهر مرکز شهرستان مهر و یکی از شهرهای استان فارس ایران است. جمعیت این شهر بر طبق سرشماری سال ۱۳۹۵، برابر با ۷٬۷۸۴ تن بوده‌است. شهر مُهر به عنوان یکی از مذهبی ترین شهرهای ایران شناخته می شود. به عنوان مثال اجرای مراسمات تعزیه با قدمت ۷۰۰ ساله نشان از پیشینه‌ی مذهبی این شهر دارد.
همچنین مُهر شهری صنعتی است. وجود ۳ پالایشگاه بزرگ گاز پارسیان، اتان ریکاوری پارسیان سپهر و پالایشگاه میعانات گازی  و شهرک صنعتی مُهر به عنوان یکی از بزرگ‌ترین شهرک‌های صنعتی در استان فارس و جنوب کشور که پذیرای سرمایه گذارانی از همه‌جای ایران است.